# Medalla Carl Hermann
La Medalla Carl Hermann es la máxima distinción otorgada anualmente desde 1996 por la Sociedad Alemana de Cristalografía. Lleva el nombre del físico y profesor alemán Carl Hermann, y está destinada a reconocer a los autores de aportaciones destacadas en el campo de la cristalografía.

## Ganadores
- 1996 Gerhard Borrmann
- 1997 Hartmut Bärnighausen
- 1998 Siegfried Haussühl
- 1999 George Sheldrick
- 2000 Heinz Jagodzinski
- 2001 Theo Hahn, Hans Wondratschek
- 2002 Friedrich Liebau
- 2003 Hans-Joachim Bunge
- 2004 Wolfram Saenger
- 2005 Peter Paufler
- 2006 Werner Fischer
- 2008 Hans Burzlaff
- 2009 Armin Kirfel
- 2010 Wolfgang Jeitschko
- 2011 Gernot Heger
- 2013 Emil Makovicky
- 2014 Axel T. Brünger
- 2015 Peter Luger
- 2016 Hartmut Fueß
- 2017 Wolfgang Neumann
- 2018 Walter Steurer
- 2019 Georg E. Schulz

## Enlaces web
- Ganadores de la Medalla Carl Hermann, en la Sociedad Alemana de Cristalografía

- Datos: Q1036524